# 강릉시 을
강릉시 을은 대한민국의 옛 국회의원 선거구이다. 당시 강원도 강릉시의 일부 지역을 관할했다.

## 역사
1995년 1월, 강릉시와 명주군이 통합되면서 통합 강릉시가 신설되었다. 이에 제15대 국회의원 선거를 앞두고 통합 강릉시가 갑, 을 선거구를 구성하게 되면서 신설되었다.
제16대 국회의원 선거를 앞두고 강릉시 갑, 을 선거구가 합쳐져 강릉시 단독 선거구를 이루게 되면서 폐지되었다.

## 역대 국회의원
| 선거   | 정당 | 정당       | 의원   |
| ------ | ---- | ---------- | ------ |
| 1996년 |      | 통합민주당 | 최욱철 |
| 1998년 |      | 한나라당   | 조순   |

## 역대 선거 결과

### 대한민국 제15대 국회의원 선거
|  | 45.08% |

|  | 25.41% |

|  | 14.98% |

|  | 9.16% |

|  | 5.34% |

### 1998년 대한민국 재보궐선거
최욱철 의원의 의원직 상실로 인해 치러진 1998년 대한민국 재보궐선거에서 한나라당 조순 후보가 당선되었다.